# Craniella cranium
Craniella cranium är en svampdjursart som först beskrevs av Otto Friedrich Müller 1776.  I den svenska databasen Dyntaxa används istället namnet Tetilla cranium. Enligt Catalogue of Life ingår Craniella cranium i släktet Craniella och familjen Tetillidae, men enligt Dyntaxa är tillhörigheten istället släktet Tetilla och familjen Tetillidae. Arten är reproducerande i Sverige. Utöver nominatformen finns också underarten C. c. microspira.